# Tatort: Mauerpark
Mauerpark ist ein Fernsehfilm aus der Krimireihe Tatort, der am 23. Oktober 2011 im Ersten erstmals ausgestrahlt wurde. In seinem 31. bzw. 25. Fall beschäftigt sich das Berliner Ermittlerteam Till Ritter und Felix Stark, dargestellt von Dominic Raacke und Boris Aljinovic, mit dem Mord an einem Anwalt, dessen Leiche im Mauerpark aufgefunden wird. Die Kommissare stellen fest, dass der Jurist nicht viele Freunde hatte und sein Tod bei einigen sogar Freude auslöst.

## Handlung
Die Kriminalhauptkommissare Till Ritter und Felix Stark werden mit dem Fall eines Mordes im Berliner Mauerpark betraut. Von dem Schrottplatzbesitzer Pollack wurde dort die Leiche eines Mannes gefunden, bei dem es sich um den 49-jährigen Rechtsanwalt Simon Herzog handelt. Pollack erzählt den Kommissaren, dass der für ihn arbeitende Lukas Vogt, den Ritter befragen will, „ein bisschen plemplem sei“, wie er sich ausdrückt, aber ansonsten ein „guter Junge“. Er erzählt weiter, dass er den gestrigen Abend mit Vogt verbracht habe. Simon Herzog ist zwischen 22.00 Uhr und Mitternacht durch einen Schuss ins Herz getötet worden.
Ritter und Stark fahren ins Anwaltsbüro Herzog, wo ihnen Herzogs Mitarbeiterin erzählt, dass er zuletzt an einem Wiederaufnahme- und Aufhebungsverfahren gegen die nachträgliche Sicherungsverwahrung des Kindermörders Kurt Bach gearbeitet habe, und auf Ritters Frage, ja, er habe Drohbriefe erhalten. Die habe er in einem Ordner gesammelt und sei sogar stolz darauf gewesen. Auf Nachfrage erzählt sie den Kommissaren, dass Karin Subotzik vor etwa zwei Wochen in die Kanzlei gekommen sei. Sie habe nicht akzeptieren können, dass der Mörder ihres Sohnes nach 15 Jahren wieder freikommen sollte. Die Beamten befragen die Mutter des getöteten Jungen. Sie erzählt davon, wie nicht nur ihre Ehe am Tod ihres Kindes zerbrach, sondern ihr gesamtes Leben. Ritter und Stark zeigen Verständnis für ihre Situation, auch wenn Karin Subotzik nun verdächtig ist. Eine Unterredung mit Herzogs junger Geliebter Nadja Skrebber ergibt wenig Anhaltspunkte. Sie betont, dass Herzog ein Mann mit Geheimnissen gewesen sei und ihre Verbindung seit sechs Monaten bestanden habe.
Pollack gibt zu, dass er Herzog doch kannte, er habe ihm als Bevollmächtigter der Stiftung „Zweite Chance“ seinen Schrottplatz abkaufen wollen, aber viel zu wenig geboten. Stark spricht mit Ina Kilian, der Charitylady und Vorsitzenden der Stiftung. Auf Nachfrage betont sie, sie sei keine Frau in Herzogs Leben gewesen. Lutz Weber müht sich derweil mit Lukas Vogt ab, der ihm in wirren Worten erzählt, dass jemand ihm nach dem Leben trachte, aber nicht konkret wird. Nachdem Weber sein Büro kurz verlassen hat, erzählt er den Kollegen Ritter und Stark von der Entführung des Kilian-Babys vor mehr als 20 Jahren. Der kleine Benjamin war das Baby von Ina Kilians Zwillingsschwester Laura. Die Familie zahlte die geforderten 2 Mio. Dollar. Das Kind blieb jedoch verschollen. Verurteilt wurde Gregor Müller, der Hausmeister der Familie, der lebenslänglich bekam wegen Entführung und Mordes. Lukas Vogt ist inzwischen gegangen und hat nur die ominöse Nachricht hinterlassen „G88“.
Vor dem Haus des Kindermörders Bach demonstrieren Menschen gegen seine Freilassung. Er empfindet das als ungerecht, da er seine Strafe bis zum letzten Tag verbüßt habe. Er erzählt den Kommissaren, dass er eine gemeinsame Zelle mit Gregor Müller gehabt habe, dem  Entführer des „Kilian-Babys“. Herzog habe von ihm wissen wollen, ob Müller etwas über den Verbleib des Lösegeldes erzählt habe. Ritter schaut sich die alten Videos über den Fall an und sucht anschließend zusammen mit Stark Ina Kilian in ihrer Villa im Grunewald auf. Die Familie habe sich strikt an die Anweisung der Entführer gehalten, aber es habe kein Lebenszeichen mehr gegeben. Die Entführung habe ihrer Schwester Laura das Herz gebrochen, zu viel Leid, zu viele Drogen, sie sei fünf Jahre nach der Entführung gestorben. Laura habe niemals über den Vater ihres Kindes gesprochen. Ihre Schwester und sie seien mit Simon Herzog und Gregor Müller zusammen aufgewachsen. Gregor Müller sei nach seiner Entlassung aus dem Gefängnis bei ihrer Stiftung als Fahrer beschäftigt worden. Ritters Erstaunen bemerkend, meint sie, jeder habe eine zweite Chance verdient und das sei ja auch das Credo ihrer Stiftung. Etwas später will Ritter von Müller wissen, wie er damit umgegangen sei, dass Herzog ihn seinerzeit schwer belastet habe, da dieser den Tipp zur Durchsuchung seiner Garage und des Ofens, in dem man Knochenreste fand, gegeben habe. Müller bestätigt, dass man bei ihm 50.000 Dollar gefunden habe.  Der Entführer habe Dollar verlangt, keine DM.
Nachdem ein Anschlag auf Lukas Vogt erfolgt ist, zerbrechen sich Ritter und Stark den Kopf, was der junge Mann mit dem Fall zu tun haben könnte. Ritter konfrontiert Ina Kilian damit, dass man ihren Fahrer Müller in Verdacht habe, Simon Herzog getötet und auf Lukas Vogt einen Anschlag verübt zu haben. Er will wissen, ob ihr der Name Lukas Vogt etwas sage, was sie verneint. Lutz Weber fällt es wie Schuppen von den Augen, Nadja Skrebbers Mädchenname ist Vogt. Die Kommissare suchen sie auf und sie erzählt, dass Lukas vor einer Kapelle gefunden und später von ihren Eltern adoptiert worden sei. Das Findelkind von Gotha! Die Volkspolizei hatte seinerzeit behauptet, dass Lukas das Kind von Republikflüchtlingen sei. Lukas habe gespürt, dass etwas nicht stimmte, weil es ja nicht sein konnte, dass man die eigene Schwester liebt. Sie gibt den Kommissaren einen Umschlag, den Herzog bei ihr hinterlegt habe. Darin befindet sich ein Foto der DDR Verkehrsüberwachung, das entweder Laura oder Ina etwa zur Zeit, als Benjamin in einer Kapelle in Gotha ausgesetzt worden ist, unweit der Stadt Gotha zeigt. Ina erzählt den Kommissaren, dass sie all die Jahre gebetet habe, dass allen diese Wahrheit erspart bleibe. Ihre Schwester sei labil gewesen, ganz anders als sie selbst. Die Mutterschaft habe sie verändert, sie sei depressiv geworden, hätte angefangen zu trinken und Tabletten genommen. Sie habe Probleme gehabt, ihr Kind zu lieben. Müller wäre für Laura durchs Feuer gegangen. Dann meint sie, dass Simon von dem Gedanken besessen gewesen sei, dass er der Vater von Lauras Kind sei. Er habe ihr erzählt, dass er eine Spur gefunden habe, die zu einem Schrottplatz führe. Sie habe dabei gleich ein ungutes Gefühl gehabt. Vogt bittet die Kommissare darum, ihn in seiner voll verkabelten und mit allen technischen Finessen ausgestatteten Behausung auf dem Schrottplatz mit Ina Kilian sprechen zu lassen. Es sei die einzige Chance, die Wahrheit zu erfahren. Ritter und Stark sollen ihn dabei über Video überwachen. Da die DNA-Analyse inzwischen ergeben hat, dass Lukas Lauras Sohn Benjamin ist, ringen die Kommissare mit sich, da die Situation gefährlich werden kann. Es wird ein Codewort vereinbart, bei dessen Nennung die Kommissare sofort eingreifen. Aufgrund eines Deals, den Vogt Ina Kilian vorgeschlagen hat, erscheint die Charitylady tatsächlich in Vogts Behausung. Er erzählt ihr von Hass und Prügel und dass er die ganze Kindheit über geschlagen worden sei wie ein Hund und Nadja, die eigene Schwester dafür hätte büßen müssen, dass er sie geliebt habe. Er will wissen, warum sie das getan habe. Sie erzählt, dass sie es nicht ertragen habe, dass er auf einmal für Laura der Mittelpunkt der Welt gewesen sei, was sie maßlos eifersüchtig gemacht habe. Sie habe alles geplant, habe ihn unbemerkt aus seiner Wiege nehmen können, hätte es dann aber nicht fertig gebracht, ihn, wie vorgesehen, ins Wasser zu werfen. Gerade, als die durch die Kommissare überwachte Bildübertragung unvermittelt abbricht, sodass sie nicht mitbekommen, was nun im Wagen passiert, erscheint Müller auf der Bildfläche. Vogt stachelt ihn auf, und meint, ob er sich nie gefragt habe, wer die 50.000 Dollar bei ihm versteckt habe. Er solle endlich aufwachen, Ina habe ihn immer belogen. Dann spielt er ihm eine Cassette vor, auf der die Stimme von Ina Kilian zu hören ist, die Lösegeld für Benjamin fordert. Während Ritter und Stark noch verzweifelt versuchen, in Vogts Behausung zu gelangen, hören sie einen Schuss. Als die Tür sich öffnet, liegt Ina Kilian in einer Blutlache am Boden. Müller hat sie erschossen.
Wie sich herausstellt, wurde die Übertragung von Vogt selbst unterbrochen. Er ist nun der Alleinerbe des Kilian-Vermögens. Auch der anonyme Hinweis an Herzog stammte von ihm, er lockte den Anwalt nach Gotha und hatte alle Fäden in der Hand, bis Herzog plötzlich tot aufgefunden wurde. Seine paranoiden Auftritte waren nur Tarnung, damit verschaffte er sich die Narrenfreiheit, seinen perfiden Plan ungestört verfolgen zu können. Als er erfährt, dass nicht Herzog, sondern Gregor Müller sein Vater ist, äußert er sich dazu nicht. Er habe keine Gerechtigkeit gewollt, meint Ritter, sondern Rache. Und in die von ihm sorgfältig inszenierte Falle sei am Ende sein eigener Vater getappt.

## Hintergrund
Der Film wurde von der Von Vietinghoff Filmproduktion und dem Rundfunk Berlin-Brandenburg (RBB) in Zusammenarbeit mit der ARD-Degeto produziert. Die Dreharbeiten fanden vom 3. Februar 2011 bis zum 4. März 2011 statt. Drehorte waren neben Berlin auch das benachbarte Potsdam und dessen Stadtteil Babelsberg. Rebecca Immanuel verkörpert in einer Doppelrolle die Zwillingsschwestern Ina und Laura Kilian.
Mauerpark wurde am 3. Oktober 2011 im Kino Babylon in Berlin-Mitte uraufgeführt.
Musikalisches Leitmotiv dieser Tatort-Folge ist der Retro-Soundtrack mit dem Song Our Lips are Sealed von den Fun Boy Three.
Die von Thomas Holländer gesprochene Audiodeskription des films wurde 2012 für den deutschen Hörfilmpreis nominiert.

## Rezeption

### Einschaltquoten
Die Erstausstrahlung von Mauerpark am 23. Oktober 2011 wurde in Deutschland von insgesamt 8,26 Millionen Zuschauern gesehen und erreichte einen Marktanteil von 22,3 % für Das Erste; in der Gruppe der 14- bis 49-jährigen Zuschauer konnten 2,59 Millionen Zuschauer und ein Marktanteil von 16,6 % erreicht werden.
In Österreich wurden 672.000 Zuschauer erreicht und 22 Prozent Marktanteil erzielt.

### Kritiken
Meedia.de war der Ansicht, dass es nicht einfach sei, sich auf diesen Tatort einzulassen:

„Es gibt zwar genreüblich Leichen, Verdächtige und am Ende auch einen Täter. Aber sonst ist alles anders: Auf den Berliner „Tatort“ muss man sich einlassen und ihn mögen - was diesmal nicht einfach ist.“

Die Stuttgarter Zeitung kritisierte die „verschachtelte Handlung“ und fehlende Spannung dieser Tatort-Folge mit den Worten:

„Die allzu verschachtelte Handlung ist schön schaurig inszeniert. Da schneit es im Treppenhaus oder fällt plötzlich das Licht aus. Aber auch wenn die Bilder mitunter so kunstvoll wie Stillleben wirken, spannend ist dieser Tatort dadurch trotzdem nicht geworden.“

Tobias Köberlein von der B.Z. bemängelte vor allem das völlig „überladene Skript“ und führte dazu aus:

„Ach, der Mauerpark. Selten hat man ihn so trist gesehen […]. Der Berliner kennt den Ort ja eher als Party- und Grilllocation, als grünen Sommerfrische-Tupfer mit Flohmarkt und erlebnishungrigen Touris. Nix davon war in diesem „Tatort“ zu sehen. Lag an zwei Dingen: der Tatsache, dass mitten im Winter gedreht wurde und der dazu passenden klirrend kalten Geschichte. Pech nur, dass sich Regisseur Heiko Schier mit einem völlig überladenen Skript herumplagen musste. Gefühlt ging es um alles: Kindesentführung, Erpressung, sexuelle Abhängigkeit, deutsch-deutsche Geschichte, Gentrifizierung und allerlei Berlin-Klischees.“

Rainer Tittelbach hingegen sprach von einer „spannenden und bildstarken Geschichte“ sowie einer „überzeugenden Besetzung“:

„Ein Toter auf dem Gelände des Mauerparks. Der Mord korrespondiert mit einem Verbrechen von 1988. Die Topografie, starke Charaktere und der Zeithorizont sind die Parameter für Heiko Schiers spannende Geschichte. Die Dramaturgie verläuft eher kreisförmig als linear. Die Inszenierung ist atmosphärisch, bisweilen assoziativ und – bei aller Schmuddelästhetik – bildstark. Überzeugende Besetzung, filmdienlich ermittelnde Kommissare, ein toller Song. 10 Jahre Ritter & Starck. Der 25. Fall bestätigt den Aufwärtstrend beim RBB-„Tatort“.“

Alexander Gorkow von der Süddeutschen Zeitung hob vor allem die „suggestiven Bilder, knappen Dialoge und die Brillanz des Schauspielers Robert Gwisdek“ in der Rolle des Lukas Vogt hervor:

„Dieser Tatort aus Berlin hat es in sich […]: nicht direkt schön, dafür schön mit beschädigter Sehnsucht aufgeladen. Die Geschichte über den toten Anwalt Simon Herzog glänzt durch suggestive Bilder, knappe Dialoge und den brillanten Robert Gwisdek, der einen jungen Sonderling spielt. […] Dem an die Investoren gefallenen Park wird hier ein Denkmal gesetzt. Vor allem aber ist dies ein Tatort für die "Generation Lederjacke". Die rechnete in den 80ern mit dem Weltuntergang, hielt im Kampf die Stellung und wundert sich heute, dass der Untergang jetzt erst kommt. Schrecklich. Schön. Ansehen, dazu Bierchen trinken.“